# 佩德罗·彼得罗内
佩德罗·彼得罗内（義大利語：Pedro Petrone，1905年5月11日—1964年12月13日），乌拉圭男子足球运动员，场上位置是前锋。他曾代表乌拉圭参加1924年和1928年夏季奥林匹克运动会足球比赛，获得二枚金牌。彼得罗内是烏拉圭足球史上最具傳奇色彩的前鋒之一，被譽為1920至1930年代「天藍軍團」黃金一代的核心成員。

## 生平
彼得罗内出生於蒙特維多，16歲時在當地俱樂部索爾菲里諾（Solferino Montevideo）開始足球生涯，最初擔任門將，後因強勁射術改踢中鋒，並在查理俱樂部（Charley FC）嶄露頭角。1923年美洲盃，18歲的他首次代表國家隊出賽便攻破巴拉圭大門，助烏拉圭奪冠。
彼得罗内於1924年轉會至蒙特維多國民隊，同年即贏得烏拉圭聯賽冠軍，並在國家隊締造「三冠奇蹟」：隨隊奪得1924年美洲盃、巴黎奧運金牌，以及1928年阿姆斯特丹奧運金牌。他革新中鋒戰術定位，從傳統的進攻組織者轉變為禁區終結者，憑藉11秒的百米速度、強悍身體素質與精準近距離射門，被譽為「現代中鋒先驅」，隊友埃克托·斯卡罗内曾讚嘆：「只要傳球給他，注視禁區——球就進了」。
1930年首屆世界盃，他雖因傷僅出賽兩場，仍隨烏拉圭登頂世界冠軍。俱樂部生涯共射入187球，四度成為國民隊最佳射手，並在1930年代初期短暫效力義甲佛羅倫薩期間展現高效進球能力。1934年退役後，其「砲手」（El Artillero）威名深植南美足壇，兩枚奧運金牌、一座世界盃、兩座美洲盃及兩次聯賽冠軍的成就，奠定他作為烏拉圭足球黃金時代象徵的地位，最終在故鄉蒙特維多辭世，享年59歲。

## 榮譽

### 俱樂部
國民隊
- 烏拉圭足球甲級聯賽: 1924, 1933

### 國際賽
烏拉圭
- 奧運會足球比賽金牌: 1924, 1928
- 南美足球錦標賽: 1923, 1924; 亞軍: 1927; 季軍: 1929
- 國際足協世界盃: 1930

### 個人榮譽
- 南美足球錦標賽最佳射手: 1923, 1924, 1927
- 南美足球錦標賽最佳球員: 1924
- 奧運會足球比賽最佳射手: 1924
- 意甲聯賽最佳射手: 1931–32

## 外部連結
- 1924年奧運足球賽最佳射手
- 烏拉圭全時代世界盃隊伍
- 烏拉圭出場與進球統計表
- 1928年奧運會，對陣德國國家足球隊的四分之一決賽帽子戲法